# Dawa Gyeltshen
Dawa Gyeltshen (17 de julho de 1992) é um futebolista butanês que atua como lateral-esquerdo. Atualmente defende o Thimphu City.

## Carreira internacional
Dawa jogou sua primeira partida pela seleção nacional em 14 de abril de 2009, contra as Filipinas, válida pela AFC Challenge Cup de 2011. O jogo terminou em derrota por 1 a 0.